# HESA Kosar

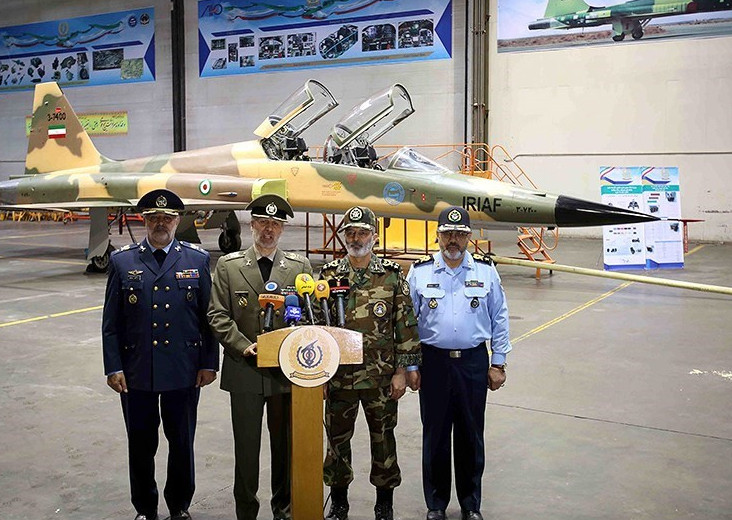
Dévoilement du HESA Kowsar

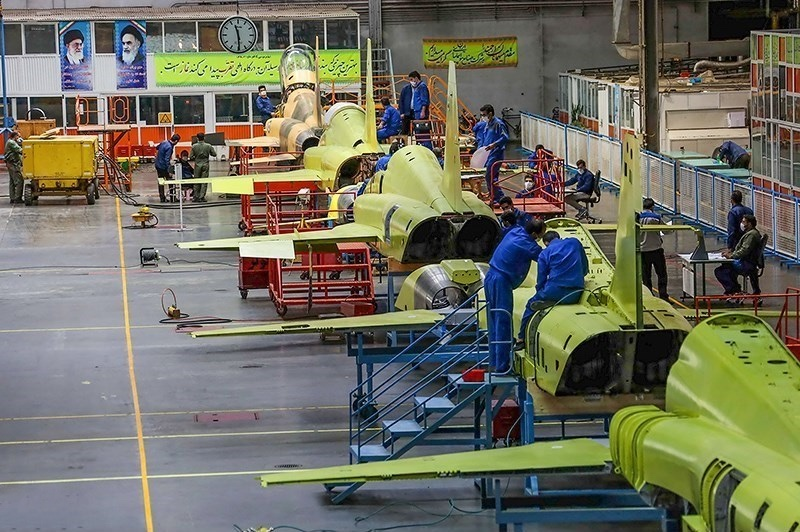
Ligne de production HESA Kowsar

Le HESA Kosar (persan : کوثر, également orthographié Kowsar) est un avion de chasse iranien basé sur le Northrop F-5 américain,. L'avion, construit par la société d'Etat HESA, est équipé d'une nouvelle avionique de quatrième génération en combinaison avec un système de conduite de tir avancé. 
Les analystes occidentaux ont décrit l'avion comme une arme inefficace, mais elle peut être utilisé pour l'entraînement de la nouvelle génération de pilotes de chasse iraniens. Selon les médias iraniens, cet avion de combat est doté d'une «avionique avancée» et d'un nouveau radar polyvalent, et il a été «fabriqué à 100% de manière locale». Il utilise également des réseaux de données numériques, un poste de pilotage en verre, un affichage tête haute, des ordinateurs balistiques et des systèmes de cartographie mobiles intelligents,.

## Développement
Le 3 novembre 2018, une cérémonie est organisée pour le lancement de la ligne de montage de Kowsar à l'Iran Aircraft Manufacturing Industries Company, avec au moins sept en cours de fabrication. Le président Hassan Rohani était présent lors de l'inspection du Kowsar lors de la célébration de l'événement de la Journée de l'industrie de la défense  à Ispahan. 
La presse iranienne a reconnu que la conception du Kowsar est basée sur le Northrop F-5, mais l'a également félicité pour être le premier avion de combat fabriqué à partir de zéro par une nation musulmane et l'a appelé un chasseur de quatrième génération.   

### Exportation
Le 26 novembre 2018, le général de brigade Abdolkarim Banitarafi, chef de l'Organisation des industries aéronautiques iraniennes (IAIO), a annoncé que l'Iran était prêt à exporter le jet HESA Kowsar et avait conclu des accords avec la Russie, la Chine et l'Indonésie. 

## Conception
Le Kowsar, comme le Saeqeh et l'Azarakhsh, a été fabriqué sur la base du fuselage du F-5.  
Il se différencie du premier par la présence d'un unique empennage vertical, tandis que le Saeqeh disposait d'un empennage en V. 

### Variantes
Le Kowsar est produit en versions monoplace et biplace. 

## Histoire opérationnelle
Le 25 juin 2020, le ministère iranien de la Défense et de la Logistique des forces armées a annoncé que trois nouveaux avions Kowsar avaient été livrés à l'armée de l'air de la République islamique d'Iran, lors d'une cérémonie à Ispahan. Les images publiées montraient l'avion peint aux couleurs non combattantes. 

## Réactions

### Officiel
Le ministre israélien de la Défense, Avigdor Liberman, a déclaré à la presse qu'il s'agissait d'une « réaction naturelle à une crise économique », ajoutant que « [l]es Iraniens se sentent très pressés par les sanctions américaines persistantes et en réaction, ils sortent avec ces choses, mais nous ne devons pas non plus le rejeter ». Ofir Gendelman, porte-parole du bureau du Premier ministre a tweeté « Le régime iranien dévoile l'avion Kowsar et prétend qu'il s'agit du premier avion de combat iranien fabriqué à 100% localement ». Il se vante de ses capacités offensives. Mais j'ai tout de suite remarqué qu'il s'agissait d'un très vieil avion de guerre américain (il a été fabriqué dans les années 50). Il appartient à la classe de jets F-5 qui n'a pas été utilisée depuis des décennies". 

### Commentateurs
Alex Lockie a estimé que l'avion "ressemblait à une grosse blague", mais que son objectif incalculable - servir d'entraînement à réaction et d'avion d'attaque léger - pourrait "sauver l'armée de l'air iranienne". 
Selon Douglas Barrie, chercheur principal en aérospatiale militaire à l'IISS, les Iraniens ont peut-être apporté des améliorations et des modifications au Kowsar tout en conservant le châssis de base du jet F-5. Il suggère également que si l'Iran peut procéder à l'ingénierie inverse du châssis du jet, le problème réside dans l'approvisionnement des moteurs et de l'avionique.

## Voir aussi

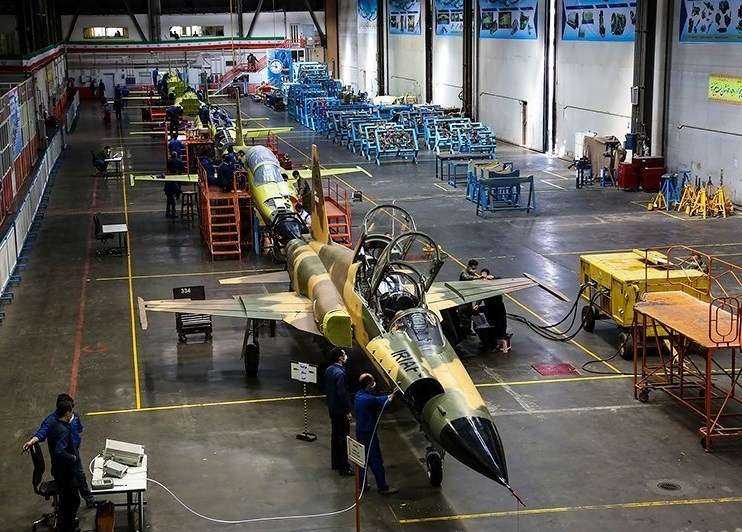
La ligne de production du HESA Kowsar

## Utilisateurs
- Armée de l'air iranienne

### Développement lié
- Northrop F-5
- HESA Azarakhsh
- HESA Saeqeh

### Aéronefs comparables
- HESA Shafaq (en)
- Qaher-313
- Northrop F-20 Tigershark

### Listes relatives
- Liste des aéronefs dans la force aérienne iranienne
- Liste des appareils de l'Armée de l'air de la République Islamique d'Iran